# ナンセン・パスポート
ナンセン・パスポート（Nansen passport、ナンセン旅券とも）は、1922年から1938年にかけて、国際連盟が無国籍の難民に発行した、国際的に認められたパスポートである。ノルウェーの政治家・極地探検家のフリチョフ・ナンセンの発案によるもので、その名前を冠して呼ばれるようになった。

## 歴史
第一次世界大戦末期には大きな混乱があり、難民問題が発生した。数多くの政府が倒壊し、国境線は民族の境界に沿って引き直された。いくつかの国では内戦が勃発した。多くの人々が、戦争や迫害、またはその恐れのために家を離れざるを得なくなった。その結果、多くの人々がパスポートを持たず、またはパスポートを発行する政府組織がないため、国境を越えることができない難民が多く発生した。
ナンセン・パスポートが誕生するきっかけとなったのは、1917年のロシア革命により発足したソビエト連邦政府が、1921年にロシアの難民80万人を含む在外ロシア人の市民権を剥奪すると発表したことだった。最初のナンセン・パスポートは、国際連盟の難民高等弁務官としての役割を担っていたフリチョフ・ナンセンが1922年7月3日から7月5日までジュネーブで開催した「ロシア難民の身分証明書に関する政府間会議」での国際的な合意に基づいて発行された。このパスポートは、1942年までに52か国の政府から承認された。
1933年、ナンセン・パスポートの取り決めはアルメニア人、アッシリア人、トルコ人の難民にも拡大された。パスポートを必要としながらも国の機関から入手できない無国籍者や難民約45万人に、ナンセン・パスポートが提供された。
1930年にナンセンが亡くなると、ナンセン・パスポートは国際連盟のナンセン国際難民事務所で扱われるようになった。この時点で、ナンセン・パスポートには1922年の会議への言及はなくなり、国際連盟の名前で発行されるようになった。この事務所は1938年に閉鎖され、以後ナンセン・パスポートはロンドンの国際連盟保護下の難民高等弁務官事務所という新しい機関で発行されることになった。
ナンセン国際難民事務所は、ナンセン・パスポートの制定に尽力したことで、1938年にノーベル平和賞を受賞した。
ナンセン・パスポートは現在では発行されていないが、既存の国家、国際連合などの超国家的機関などが、無国籍者や難民のために、身分証明書(certificate of identity)（外国人パスポート(alien's passport)ともいう）や難民渡航文書などの渡航文書を発行している。
- レセパセ - 各国政府、国際連合などの国際機関が発行
- ワールドパスポート（英語版） - NGO ワールド・サービス・オーソリティー（英語版）が発行し、エクアドル、モーリタニア、タンザニア、トーゴが認可。

## 著名な所持者
- ロバート・キャパ
- セルジュ・チェリビダッケ
- ヴェラ・コンスタンチノヴナ王女（英語版）
- マルク・シャガール[11][12]
- フランソワーズ・フレンケル（英語版）
- アレクサンドル・ガーリチ（英語版）
- ズザンナ・ギンチャンカ（英語版）
- アレクサンドル・グロタンディーク[13]
- ゲオルギイ・グルジエフ
- アナトール・ハインツ（英語版）[11][12]
- ゼエヴ・ジャボチンスキー[14]
- ユーリ・メッセン・ジャシン
- ウラジーミル・ナボコフ - ナボコフの小説『プニン（英語版）』の主人公は、ナンセン・パスポートでアメリカに移住したという設定である。
- アリストテレス・オナシス
- アンナ・パヴロワ[11][12]
- マリア・パヴロヴナ大公妃（英語版）
- グリゴール・ペラッツェ（英語版）[15]
- ヤドヴィガ・ピウスツカ（英語版）
- セルゲイ・ラフマニノフ[11][12]
- メナヘム・メンデル・シュネウルゾーン（英語版）
- オットー・スコルツェニー
- イーゴリ・ストラヴィンスキー[12][11]
- アルフォンソ13世（スペイン国王）

## ギャラリー

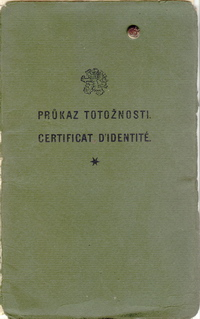
プラハの警察署が1930年に発行したナンセン・パスポート
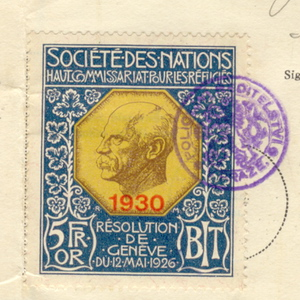
ナンセン・パスポートの更新証（ナンセン国際難民事務所）
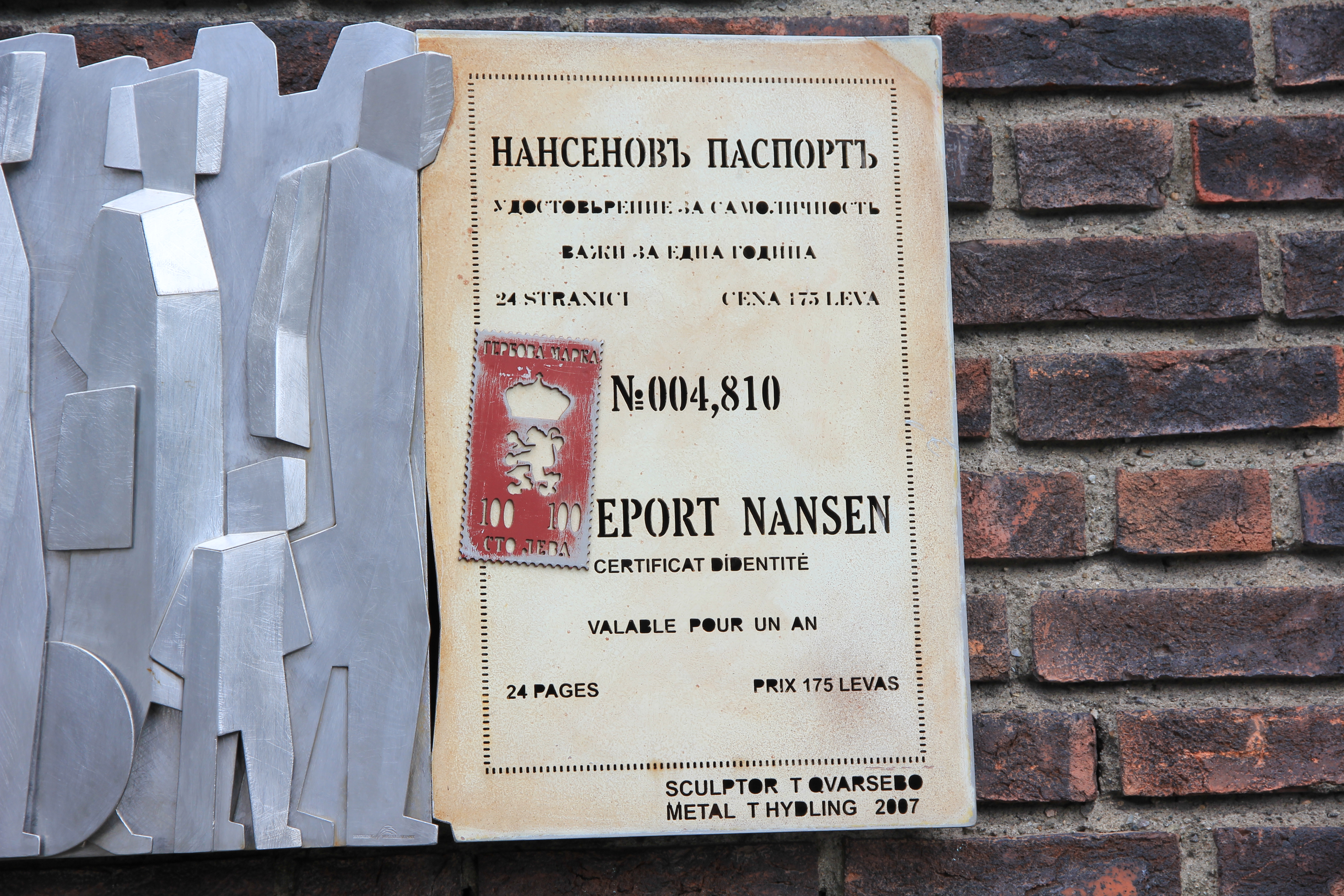
ノルウェーのオスロ市庁舎の外壁にあるナンセン・パスポートの記念銘板